# 田庾理
田庾理（韓語：전유리，英語：Jeon You Ri ，1994年3月20日－），藝名：田律（韓語：전율；英语：Jeonyoul），韓國女歌手、演員。于2011年8月25日出道，为前女子組合Stellar成員，队内擔任主Rapper、領舞及忙內。2017年8月23日，宣布离开Stellar。

## 经历

### 出道
2011年8月25日，田庾理随Stellar发布第一张单曲《Rocket Girl》并正式出道。

### 随组合活动
2012年3月1日，发行回归单曲《UFO》 （页面存档备份，存于）。4月9日，被國防宣傳院委任為慰問列車的宣傳大使。
2013年7月11日，發行第三張數位單曲《Study》 （页面存档备份，存于）。
2014年2月2日，發行首張迷你專輯《Marionette》。 该专辑主打曲的MV获得了中国音悦台周榜冠军。8月21日，以新歌《Mask》 （页面存档备份，存于）回歸歌壇。
2015年3月11日，發表新曲《Fool》 （页面存档备份，存于）。7月19日，公開《Vibrato》MV （页面存档备份，存于）。
2016年1月18日發行第二張迷你專輯《Sting》 （页面存档备份，存于）。7月18日舉辦了 《Cry》 的 Showcase ，並公開音源及 MV （页面存档备份，存于） 。
2017年6月27日，公開《Stellar into the world》主打曲《세피로트의 나무 （Archangels of the Sephiroth） （页面存档备份，存于）》MV，該曲帶有濃厚的宗教神秘色彩，是一首以猶太教的神秘符號生命之樹為發想創作的歌曲，其中田律代表夜。

### 在其他方面的尝试
2012年，田律参与了MBC every1的偶像真人秀节目《偶像經紀人》，在其中担任经纪人。
也随团体客串了电视剧《超人时代》中的角色。

### 离开Stellar
2017年8月23日，因与公司合约到期不再續约，离开Stellar。